# Elmer George
Elmer George (Hockerville, Oklahoma, 15 juli 1928 - Terre Haute, Indiana, 31 mei 1976) was een Amerikaans Formule 1-coureur. Hij reed 1 race; de Indianapolis 500 van 1957.